# Piotr Hiacynt Śliwicki

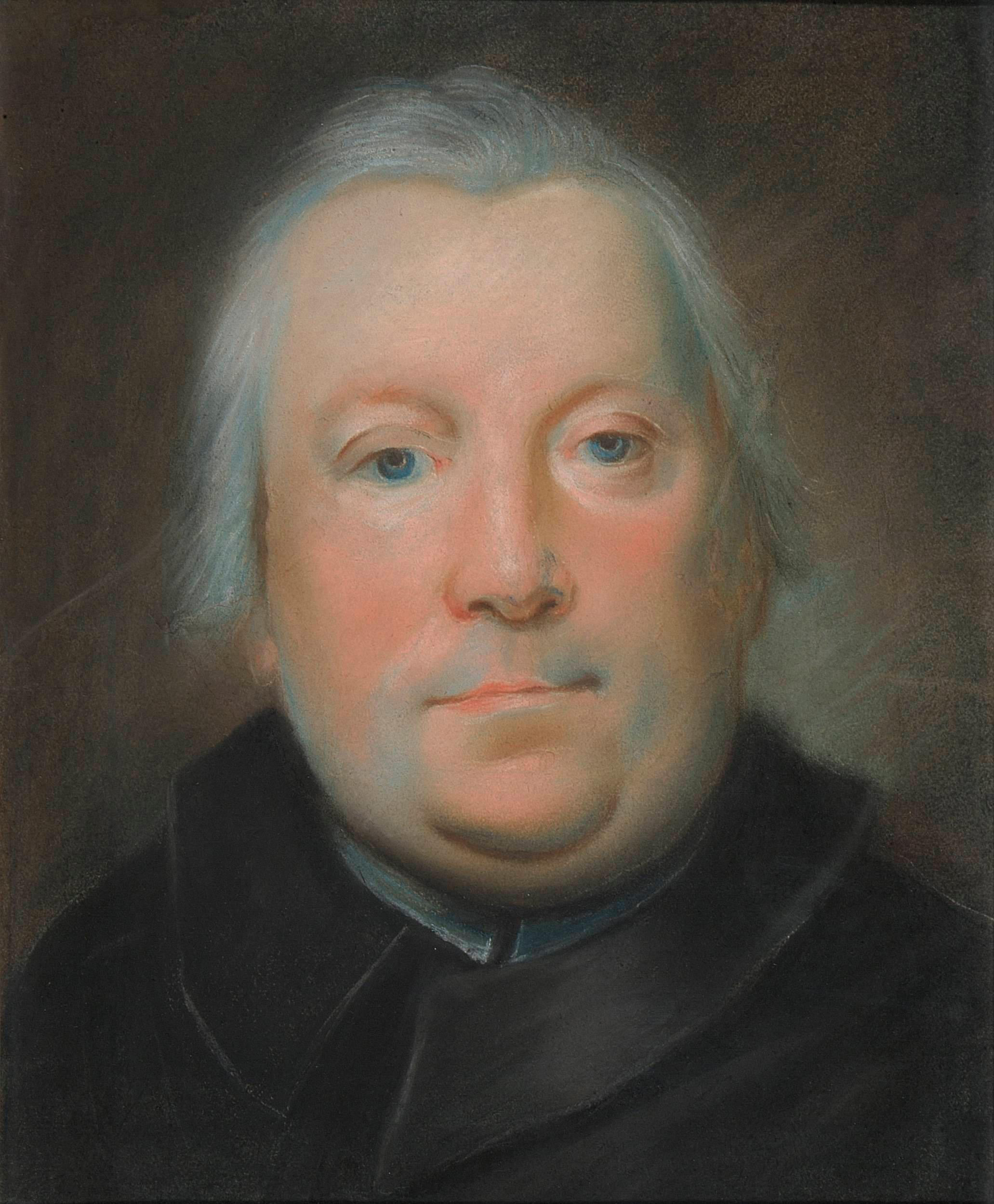
Pastell nach Louis-François Marteau

Piotr Hiacynt Śliwicki (* 1705 in Polen-Litauen; † 1774 in Warschau, Polen-Litauen) war ein polnischer Lazarist und Reformer des Ordens sowie Schriftsteller, Übersetzer und Prediger der Aufklärung. Seine Familie entstammte der Wappengemeinschaft Jelita.

## Leben
Śliwicki entstammte einer polnischen Adelsfamilie. Er studierte am Theatinerkolleg Warschau und trat 1721 in das Seminar beim Warschauer Lazaristenorden ein, wo er seine Studien der Theologie und Philosophie fortsetzte. 1723 legte er die Ordensgelübde ab und erhielt 1728 die Priesterweihe. Danach dozierte er in Warschau. 1729 übersetzte er die Biographie von Vinzenz von Paul ins Polnische. 1730 stieg er zum Prokurator der polnischen Ordensprovinz der Lazaristen auf. Während der kurzen Regentschaft von Stanislaus I. Leszczyński wurde er Hofprediger des polnisch-litauischen Königs. Während der Belagerung von Danzig im Jahre 1734 hielt er zu Stanislaus I. Leszczyński und ging nach dessen Flucht aus Polen-Litauen nach Krakau. Im Folgejahr kehrte er nach Warschau zurück und wurde Prediger an der Heilig-Kreuz-Basilika, deren Umbau unter Giacomo Fontana er auch leitete. 1737 vertrat er die polnische Provinz des Lazaristenordens in Rom und bereiste danach Frankreich und das Heilige Römische Reich Deutscher Nation. 1739 wurde er zum Generalinspekteur der polnischen Provinz des Lazaristenordens. Er reformierte die Seminare und Schulen des Ordens im Geist der Aufklärung. 1763 gab er die meisten seiner Ämter zurück. Ab 1770 nahm er regelmäßig an den Donnerstagmittagessen am Hof des polnisch-litauischen Königs Stanislaus II. August Poniatowski teil, wo er seine Lyrik vortrug. Er wurde in der Heilig-Kreuz-Basilika in Warschau beigesetzt.